# Кокалу
 Тази статия е за селото в дем Бешичко езеро с алтернативно име Кокала.  За бившето село в дем Кавала, вижте Кокала.  
Кокалу̀ или Кокала (на гръцки: Κοκκαλού) е село в Егейска Македония, Гърция, част от дем Бешичко езеро в административна област Централна Македония. Според преброяването от 2001 година селото има 405 жители.

## География
Кокалу е разположено в североизточната част на Халдикидическия полуостров.

## История

### В Османската империя
Александър Синве („Les Grecs de l’Empire Ottoman. Etude Statistique et Ethnographique“), който се основава на гръцки данни, в 1878 година пише, че в Кокалу (Kokalou) живеят 48 гърци. Към 1900 година според статистиката на Васил Кънчов („Македония. Етнография и статистика“) в Кокала живеят 170 души, всички турци.

### В Гърция
В 1912 година по време на Балканската война в Кокалу влизат гръцки части и след Междусъюзническата война в 1913 година остава в Гърция. В 1913 година селото (Κόκκαλα) има 202 жители. До 2011 година Кокалу е част от дем Мадитос. През 20-те години турското население на селото се изселва и на негово място са настанени гърци бежанци. Според преброяването от 1928 година Кокалу е смесено местно-бежанско село с 52 бежански семейства, с 203 души.

## Личности
Родени в Кокалу
- Димитриос Кокалиотис, гръцки революционер